# Bob Rock
Bob Rock, född 19 april 1954, är en kanadensisk musikproducent som bland annat har jobbat med Metallica, The Cult, Bon Jovi, Lostprophets, Simple Plan, Mötley Crue, Cher, The Offspring med flera. Han växte upp i Vancouver, Kanada.